# Mesoleius obliquus
Mesoleius obliquus là một loài tò vò trong họ Ichneumonidae.